# Nashwauk
Nashwauk és una població dels Estats Units a l'estat de Minnesota. Segons el cens del 2000 tenia 935 habitants.

## Demografia
Segons el cens del 2000, Nashwauk tenia 935 habitants, 434 habitatges, i 266 famílies. La densitat de població era de 64 habitants per km².
Dels 434 habitatges en un 23,3% hi vivien nens de menys de 18 anys, en un 48,8% hi vivien parelles casades, en un 9,9% dones solteres, i en un 38,7% no eren unitats familiars. En el 35,5% dels habitatges hi vivien persones soles el 21,2% de les quals corresponia a persones de 65 anys o més que vivien soles. El nombre mitjà de persones vivint en cada habitatge era de 2,15 i el nombre mitjà de persones que vivien en cada família era de 2,74.
Per edats la població es repartia de la següent manera: un 20,2% tenia menys de 18 anys, un 8,8% entre 18 i 24, un 23% entre 25 i 44, un 23,6% de 45 a 60 i un 24,4% 65 anys o més.
L'edat mediana era de 43 anys. Per cada 100 dones de 18 o més anys hi havia 88,4 homes.
La renda mediana per habitatge era de 26.146 $ i la renda mediana per família de 31.938 $. Els homes tenien una renda mediana de 31.136 $ mentre que les dones 20.000 $. La renda per capita de la població era de 15.954 $. Entorn de l'11,5% de les famílies i el 14,6% de la població estaven per davall del llindar de pobresa.

## Poblacions més properes
El següent diagrama mostra les poblacions més properes.